# Johann Valentin Hamm

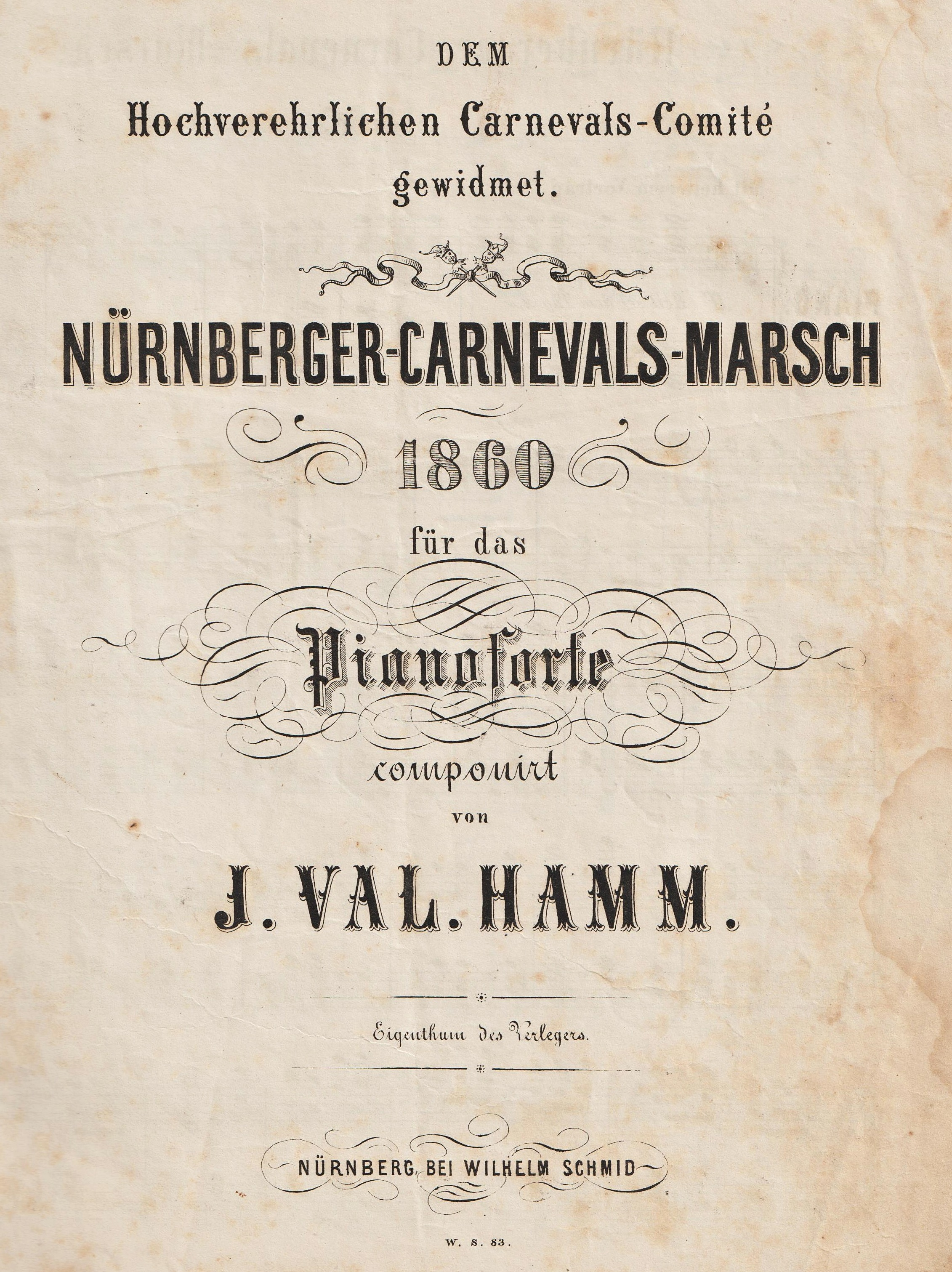
Titelblatt „Nürnberger-Carnevals-Marsch 1860“, komponiert von Johann Valentin Hamm

Johann Valentin Hamm (* 11. Dezember 1811 in Winterhausen, Landkreis Würzburg; † 21. Dezember 1874 in Würzburg) war ein bayerischer Musikdirektor, Konzertmeister und Komponist.

## Leben
Hamm ließ sich nach seinem Musikstudium im Jahr 1838 in Würzburg als Musiklehrer für Geige nieder. Ab 1842 war er zudem Mitglied des Würzburger Theaterorchesters, später wohl dessen Musikdirektor.
Im Kurort Kissingen übernahm Hamm ab 1855 das Amt des Konzertmeisters des damals nur in der Sommersaison aufspielenden Bad Kissinger Kurorchesters, das im selben Jahr von Matthias Heinefetter aus Mainz als Dirigent übernommen wurde. Er gestaltete das Programm der Frühkonzerte und führte den noch heute üblichen Morgenchoral zu Beginn des Konzerts ein. Die Kurmusik sollte – und soll noch heute – eine therapeutische Wirkung auf die Psyche der kranken Menschen haben. Genau in diese Richtung zielten auch Hamms Kompositionen, der für das Kurorchester insgesamt 86 Tänze, Märsche und Lieder unter dem Titel „Kissinger-Bad-Saison, beliebte Tänze und Märsche des Cur-Orchesters für das Piano Forte“.
Hanns-Helmut Schnebel von der Deutschen Gesellschaft für Militär-Musik schrieb über Hamms Kompositionen als Kurmusik: „… untersucht man die ausgeführten Kompositionen von Hamms Kissinger Bad-Saison genau, wird man feststellen, dass dieses Bemühen, die seelische, geistige und körperliche Gesundheit wieder herzustellen, vorhanden ist: Alle Märsche und Tänze sind in Dur-Tonarten komponiert und haben damit schon eine positive Wirkung; außerdem sind sie heiter, ja spritzig in der Melodienführung. Selbst die dem Militär gewidmeten Märsche sind nicht aggressiv, sondern taktfest, beschwingt und vorwärtsstrebend.“
Als der russische Zar Alexander II. bei einem seiner Aufenthalte (1857, 1864) in Bad Kissingen einige von Hamm komponierte Märsche hörte, wollte er die Kompositionen für seine Militärkapelle in Sankt Petersburg erwerben. Hamm widmete dem Zaren daraufhin drei Jubelmärsche unter dem Titel „Erinnerungen an Kissingen“. Hierfür wurde er mit einem Brillantring belohnt.
Hamm trennte sich erst im Jahr 1871 vom Kissinger Kurorchester – im selben Jahr, in dem auch Heinefetter sein Dirigat abgab. Noch kurz vor seinem Tod komponierte er den „Bismarck-Rettungs-Jubel-Marsch“ aus Freude über das Misslingen des Attentats auf den Reichskanzler Otto von Bismarck am 13. Juli 1874 während dessen ersten Kuraufenthalts in Kissingen.
Kurz vor Weihnachten 1874, am 21. Dezember, erlag Hamm in Würzburg den Folgen eines Schlaganfalls.

## Werke (Auswahl)
- Große Sieges-Ouvertüre
- Mein Künstlergruss an Johann Strauss
- Milanollo-Marsch (heute offizieller Geschwindmarsch der Coldstream Guards der britischen Armee)
- Parademarsch Nr.1
- Trauer-Marsch für das Piano-Forte (1850) (Digitalisat)
- Münchener Industrie-Ausstellungs-Marsch (1856)
- L'Attaque
- Trauermarsch auf den Tod von Frau Henriette Sontag
- Dreigespräch für Flöte, Oboe, Klarinette und Orchester
- Bismarck-Rettungs-Jubel-Marsch (1874)